# J. Tuzo Wilson Medal
Die J. Tuzo Wilson Medal wird jährlich von der Canadian Geophysical Union vergeben, um Wissenschaftler im Bereich der Geophysik in Kanada für herausragende Leistungen auszuzeichnen.
Die Auszeichnung wurde 1978 ins Leben gerufen und nach ihrem ersten Preisträger, John Tuzo Wilson, benannt.

## Preisträger
- 1978 John Tuzo Wilson
- 1979 Roy O. Lindseth
- 1980 Larry W. Morley
- 1981 George D. Garland
- 1982 Jack A. Jacobs
- 1983 D. Ian Gough
- 1984 Ted Irving
- 1985 Harold O. Seigel
- 1986 Mike Rochester
- 1987 David Strangway
- 1988 Ernie Kanesewich
- 1989 Leonard S. Collett
- 1990 Gordon F. West
- 1991 Thomas Edvard Krogh
- 1992 R. Don Russel
- 1993 Alan E. Beck
- 1994 Michael J. Berry
- 1995 Charlotte E. Keen
- 1996 Petr Vaníček
- 1997 Chris Beaumount
- 1998 Ronald M. Clowes
- 1999 David J. Dunlop
- 2000 Donald M. Gray
- 2001 Roy D. Hyndman
- 2002 Doug E. Smylie
- 2003 Garry K.C. Clarke
- 2004 Dick Peltier
- 2005 Ted Evans
- 2006 Alan G. Jones
- 2007 Herb Dragert
- 2008 Ming-ko (Hok) Woo
- 2009 Garth van der Kamp
- 2010 Nigel Edwards
- 2011 Fred Cook
- 2012 Douglas W. Oldenburg
- 2013 Zoltan Hajnal
- 2014 Philip Marsh
- 2015 Kelin Wang
- 2016 Gail Atkinson
- 2017 John Pomeroy
- 2018 Gary Jarvis
- 2019 Patrick Wu
- 2020 David Eaton
- 2021 Jim Buttle
- 2022 Philippe Van Cappellen
- 2024 Spiros Pagiatakis
- 2025 Masaki Hayashi